# Megaheavy
Megaheavy er en dansk ungdomskortfilm produceret i 2010 af Shouting Cow Productions. Den er instrueret af Fenar Ahmad og skrevet af Jacob Katz Hansen og Fenar Ahmad selv og har Eva Thompson i hovedrollen.

## Medvirkende
- Eva Thompson i rollen som Jolly
- Jonatan Tulested i rollen som Kenneth
- Sarah Boberg
- Nicolei Faber

## Priser
Filmen har fået følgende priser :
- Honorable Mention, Stockholm International Film Festival (2010)
- Special Mention, Edinburgh International Film Festival (2010)
- Grand Prix , Odense Film Festival (2010)
- Bedste børne- og ungdomsfilm , Odense Film Festival (2010)
- Robert for årets korte fiktions- eller animationsfilm (2010)

## Filmfestivaller
Filmen er blevet vist ved følgende filmfestivaler:
- Thessaloniki International Short Film Festival (2012)
- Saguenay International Short Film Festival (2012)
- Györ Mediawave Festival, Visual Art Found (2011)
- Barcelona, Mecal International Short Film Festival (2011)
- Malmö, BUFF Filmfestival (2011)
- Belgrade Balkankult Fondacija (2011)
- Prague Short Film Festival (2011)
- Leuven Short Film Festival (2010)
- Stockholm International Film Festival (2010)
- Calgary International Film Festival (2010)
- Bergen Nordisk Panorama (2010)
- BUSTER (2010)
- Seoul Chungmoro International Film Festival (2010)
- Odense Film Festival (2010)
- Guanajuato International Film Festival (2010)
- Seoul International Youth Film Festival (2010)
- Bratislava Art Film Festival (2010)
- Los Angeles Film Festival (2010)
- Edinburgh International Film Festival (2010)
- Toronto World Wide Short Film Festival (2010)
- Seattle International Film Festival (2010)
- Kristiansand International Children's Film Festival (2010)
- Reykjavík The Northern Wave Int. Film Festival (2010)
- Berlinalen (2010)
- Clermont-Ferrand Marché Du Film Court (2010)

## Fodnoter
1. 1 2  Det Danske Filminstitut, "DFI Megaheavy Factsheet"